# Município de Dallas (condado de Crawford, Ohio)
Localização do Ohio nos E.U.A.
O município de Dallas (em inglês: Dallas Township) é um município localizado no condado de Crawford no estado estadounidense de Ohio. No ano 2010 tinha uma população de 485 habitantes e uma densidade populacional de 8,46 pessoas por km².

## Geografia
O município de Dallas encontra-se localizado nas coordenadas 40° 43′ 39″ N, 83° 03′ 02″ O. Segundo a Departamento do Censo dos Estados Unidos, o município tem uma superfície total de 57.31 km², da qual 57,31 km² correspondem a terra firme e (0 %) 0 km² é água.

## Demografia
Segundo o censo de 2010, tinha 485 pessoas residindo no município de Dallas. A densidade de população era de 8,46 hab./km².